# Abasand
Abasand es un barrio residencial de Fort McMurray, Alberta. Aproximadamente el cincuenta por ciento de sus casas estuvieron afectadas por el Incendio forestal de Fort McMurray.

## Incendio
Durante el Incendio forestal de Fort McMurray, Waterways estuvo afectada de forma crítica. Según informes de daños del incendio -a 4 de mayo de 2016-, el 50 % de las casas de Abasand se habían perdido en el incendio.